# Restsüße
Die Restsüße ist die auch als Restzucker (kurz RZ) oder Zuckerrest bezeichnete Menge an Zucker im Wein in g/l, die nach dem natürlichen Ende der Gärung oder ihrem gezielten Abstoppen erhalten bleibt. Diese Unterbrechung der Gärung ist durch Kühlung, durch Zusatz von Schwefel oder Alkohol sowie durch Filtration möglich. Auf amtlichen Befundzeugnissen der Weinprüfstellen und auf Untersuchungsbefunden von Weinlabors wird die Restsüße meist als Vergärbare(r) Zucker bezeichnet. Der Restzucker besteht im Wesentlichen aus Fructose (Fruchtzucker), weil die Glucose (Traubenzucker) schneller in Alkohol und Kohlendioxid umgewandelt wird, sowie aus nicht vergärbaren Zuckerarten (siehe unter Pentosen). Die Restzuckerangabe umfasst auch eine dem Wein durch Süßreserve beigefügte Zuckermenge.
Die Geschmacksangabe der Weine erfolgt in den Kategorien trocken, halbtrocken, lieblich oder halbsüß und süß. Die Restzuckermenge von jeder Kategorie ist weingesetzlich genau geregelt. Da es eine freiwillige Kennzeichnung ist, kann die Geschmacksangabe auf dem Weinetikett angegeben sein.
Üblicherweise wird eine Restsüße von 0,5 g/l nicht unterschritten. Bei idealen Gärbedingungen (temperaturgeführte Vergärung) kann ein Wein bis auf einen nicht mehr nachweisbaren Restzuckergehalt von 0,0 g/l vergären. Solche restlose Vergärung erfolgt jedoch nur in Einzelfällen, beispielsweise:
- 1993er Retzbacher Benediktusberg, Müller-Thurgau QbA, Weingut Gebrüder Kuhn, Retzbach – RZ: 0,0 g/l
- 1998er Nordheimer Vögelein, Ortega Kabinett, Weingut Hermann Neubert, Nordheim am Main – RZ: 0,1 g/l
- 2006er Zeiler Kapellenberg Dornfelder Spätlese, Weingut Erich Martin, Zeil am Main – RZ: 0,0 g/l
- 2012er Randersacker Sonnenstuhl Silvaner Spätlese, Winzerhof am Spielberg, Randersacker – RZ: 0,0 g/l

Diabetiker können – nach Rücksprache mit ihrem Arzt – halbtrockenen Wein trinken, wenn der Restzucker überwiegend aus Fruktose besteht und einzeln als Zucker ausgewiesen ist.